# Eccopsis hathra
Eccopsis hathra – gatunek motyli z rodziny trociniarkowatych i podrodziny Olethreutinae.
Gatunek ten opisany został po raz pierwszy w 2012 roku przez Józefa Razowskiego i Janusza Wojtusiaka na łamach „Acta Zoologica Cracoviensia”. Jako lokalizację typową wskazano Okomu Forest Reserve w nigeryjskim stanie Edo.
Motyl osiągający około 18 mm rozpiętości skrzydeł. Głowa i tułów są białawe z brązowawymi znakami. Skrzydło przednie ubarwienie ma białawe z brązowawymi kreskowaniem, przyciemnieniami i maźnięciami oraz słabo wyodrębnionym brązowym wzorem. Skrzydło tylne jest brązowawoszare. Strzępiny są białawe. Genitalia samca mają zaokrąglony koniec tegumenu, szeroki unkus z owłosionym środkiem i kolczastym, rozwidlonym szczytem, szeroki, zaokrąglony, gęsto owłosiony i zaopatrzony w krótkie kolce wyrostek towarzyszący, sakulus z mały kątem i uzbrojonym silnym kolcem guzkiem, wyraźny i kolczasty wyrostek grzbietowo-postbazalny, najszerszy przed wierzchołkiem kukulus oraz cienki edeagus z małym cierniem umieszczonym zaśrodkowo po grzbietowej stronie.
Gatunek afrotropikalny, znany tylko z Nigerii.